# Feodosij (Mintenko)
Feodosij (světským jménem: Vasyl Mykolajovyč Mintenko; * 17. srpna 1971, Velykyj Kučuriv) je ukrajinský duchovní Ukrajinské pravoslavné církve Moskevského patriarchátu, biskup horodyščenský a vikář šepetivské eparchie.

## Život
Narodil se 17. srpna 1971 ve vesnici Velykyj Kučuriv Černovické oblasti.
Po střední škole nastoupil na technické učiliště. Poté absolvoval povinnou vojenskou službu. Následně studoval na Kyjevské státní obchodní a ekonomické univerzitě. Roku 2002 byl přijat mezi bratry Chreščatyckého monastýru, kde byl roku 2003 postřižen na monacha se jménem Feodosij na počest svatého Teodosia Pečerského. Roku 2004 byl metropolitou černovickým a bukovinským Onufrijem (Berezovským) rukopoložen na jerodiákona a na jeromonacha.
Od roku 2004 studoval na Černovickém pravoslavném bohosloveckém institutu. Roku 2016 přešel do kléru šepetivské eparchie. Dne 27. května 2017 byl jmenován představeným monastýru Narození přesvaté Bohorodice ve vesnici Horodyšče.
Dne 12. května 2022 jej Svatý synod Ukrajinské pravoslavné církve zvolil biskupem horodyščenským a vikářem šepetivské eparchie. Biskupská chirotonie proběhla 16. května v Kyjevskopečerské lávře. Hlavním světitelem byl metropolita kyjevský a celé Ukrajiny Onufrij (Berezovskyj).